# 犬飼淳治
犬飼 淳治（いぬかい じゅんじ、1972年4月30日 - ）は、日本の男性俳優、声優。北海道出身。身長172cm、体重67kg。九州東海大学工学部経営管理工学科卒業。1995年に劇団扉座に入団。大沢事務所に所属。

## 出演

### テレビドラマ
- 相棒 season4 第7話「波紋」（2005年11月23日、テレビ朝日 / 東映） - 古谷稔 役
- 水戸黄門第42部 第12話「ズバッ怒りの道場破り -篠山-」（2011年1月10日、TBS / C.A.L） - 畑丈三郎 役
- デカワンコ（2011年2月19日、日本テレビ）

### 映画
- コトリタチノ楽園
- 自縛霊〔ママ〕
- 憑依

### テレビアニメ
- SAMURAI 7（ヘイハチ[6][7]）

### ゲーム
- SAMURAI 7（ヘイハチ）

### CM
- さくらや
- ポッカ「レモンの雫」

### 舞台
- 愛の乞食
- 一天地六〜幕末新宿遊侠伝〜
- 烏瓜の園
- 北大阪信用金庫
- キーン
- さよなら西湖クン
- 新雨月物語
- 新宿ブギウギ〜戦後闇市興亡史〜
- 丹下左膳'99
- 小さな水の中の果実
- 天守物語 〜夜叉が池篇〜
- 東京ウェポン〜真夏の決闘〜
- 20世紀少年少女唱歌集
- 春の海月
- MaMaと呼ばないで!
- 四谷薬缶坂下メゾン近松
- 夜と夜の夜
- 龍神伝
- HKT48指原莉乃座長公演（2015年4月8日 - 23日、明治座 / 8月15日 - 31日、博多座）海丸 役[8]
- ミュージカル『刀剣乱舞』 ～江水散花雪～（2022年1月 - 3月）
- 道産子男闘呼倶楽部『きのう下田のハーバーライトで』（2023年10月24日 - 29日、OFF・OFFシアター）[9]
- 劇団扉座 第78回公演『歓喜の歌』（2024年11月24日、海老名市文化会館 大ホール / 11月26日 - 12月1日、紀伊國屋ホール）[10]
- 椿組2025年春公演『キネマの大地-さよならなんて、僕は言わない-』（2025年2月6日 - 16日、新宿シアタートップス）[11]
- 劇団扉座 第79回公演『北斎ばあさん-珍道中・神奈川沖浪裏-』（2025年6月7日・8日〈予定〉、厚木市文化会館 小ホール / 6月11日 - 22日〈予定〉、座・高円寺1）[12]